# Argulus nobilis
Argulus nobilis är en kräftdjursart som beskrevs av Thiele 1904. Argulus nobilis ingår i släktet Argulus och familjen karplöss. Inga underarter finns listade i Catalogue of Life.